# Zyzomys pedunculatus
Zyzomys pedunculatus é uma espécie de roedor da família Muridae.
Apenas pode ser encontrada na Austrália.